# Bukhara-Emiratet
|  | For statsdanelsen inden emiratet, se Bukhara-khaganatet |
Bukhara-emiratet (tadsjikisk: Аморати Бухоро) var en centralasiatisk stat, som eksisterede fra 1785 til 1920. Den omfattede landområdet mellem floderne Amu-Darja og Syr-Darja, tidligere kendt som Transoxanien. Dens kerneterritorium var landområdet langs nedre del af floden Zeravsjan, og dens urbane centrum var oldtidsbyerne i Samarkand og emiratets hovedstad, Bukhara. Staten eksisterede på samme tid som Khiva-khaganatet i vest, i Khwarezm, og Kokand-khanatet i øst, i Fergana.

## Historie
Bukhara-emiratet blev officielt grundlagt i 1785, og staten skulle styres af Manghit-dynastiets emir, Shah Murad. I løbet af det 18. århundrede havde emirerne gradvis taget kontrol over Bukhara-khaganatet, fra deres position som ataliq. Omkring 1740-tallet, da khanatet blev overvundet af Nadir Shah af Persien, stod det tydeligt, at emirerne for alvor sad på magten. I 1747, efter Nadir Shahs død, dræbte ataliq Muhammad Rahim Bi astrakhaniderne Abulfayz Khan og hans søn og satte dermed en stopper for Astrakhanid-dynastiet. Fra da af tillod emirerne, at khanerne "legede" med magten, helt frem til at Shah Murad overtog tronen efter Abu l-Ghazi Khans død.
I 1868 tabte emiratet en krig med det russiske kejserdømme, som havde planer om at kolonisere regionen. Rusland overtog store dele af emiratets territorium, herunder Samarkand. I 1873 blev de resterende dele af emiratets gamle territorium til et russisk protektorat, og blev snart indesluttet af guberniaet Turkestan.
I 1920 blev Bukhara-Emiratet overvundet af bolsjevikkerne og erstattet af den Usbekiske Socialistiske Sovjetrepublik. Reformisterne inden for emiratet havde vendt sig til de russiske revolutionære for at få militær assistance, efter at den konservative emir, Muhammed Alim Khan, nægtede at slippe sit greb om magten. Den røde hær udførte et mislykket angreb i marts 1920 og havde større held med sig i september samme år. I dag udgør det opløste emirats territorium hovedsagelig Usbekistan, med undtagelse af visse dele i Tadsjikistan, Turkmenistan og Kasakhstan.

## Kultur
Europæerne kom til Centralasien omkring 1600-tallet, og der så de jøder, som levede i Bukhara-emiratet. De navngav dem de bukhariske jøder. Senere flyttede de bukhariske jøder til lande som blandt andet Tadsjikistan og andre dele af Usbekistan, fordi muslimerne ville tvinge dem til at konvertere til islam eller dø. Store grupper af jøder blev til stadighed nødsaget til at flytte for at holde sig selv og deres religion i live.